# المساعدات الخارجية للسودان
المساعدات الخارجية للسودان هي المساعدات التي تحصل عليها السودان من المنظمات الدولية للتخفيف من آثار الحروب الأهلية خاصة في منطقة الجنوب ودارفور، وتختلف قيمة المساعدات وفقاً لكثافة الصراعات في المنطقة. ويتم إيصال المساعدات من خلال الأمم المتحدة التي عملت على جمع 225 مليون دولار في الفترة (2003-2004). وبناءً على بيانات ومعلومات من المنظمة الاقتصادية الدولية، فقد قامت الولايات المتحدة بتقديم ثلث المساعدات للسودان خلال الفترة ( 2000 -2009) مما جعلها أكبر جهة مانحة للسودان، وقدمت مؤسسات الاتحاد الأوروبي ما يقارب 13.4% من المساعدات خلال نفس الفترة. وساهمت بعض الدول العربية بتقديم المساعدات مثل دولة الكويت والمملكة العربية السعودية والإمارات العربية المتحدة بما يقارب 146.4 مليون دولار أمريكي في عام 2000 و81.8 مليون دولار أمريكي في عام 2008. وتمثل المساعدات العربية ما نسبته 2.3% من إجمالي المساعدات خلال نفس الفترة.

## الأمم المتحدة
تتواجد الأمم المتحدة في السودان منذ الخمسينيات وقدمت المساعدات خلال الحربين الأهلية التي شهدتها السودان. وبعد التوقيع على اتفاق السلام الشامل في عام 2005، قامت الأمم المتحدة بالتنسيق والتخطيط مع الحكومة السودانية وأنشأت ما يلي:
- بعثة الأمم المتحدة في السودان: تتكون من 10.000 عسكري، و715 شرطي، ومسؤول مدني يركزعلى تنفيذ اتفاق السلام الشامل.
- بعثة التقييم المشتركة للسودان: وتهدف إلى تقييم احتياجات إعادة الإعمار والتنمية في البلاد.
- إطار عمل الأمم المتحدة للمساعدة الإنمائية للفترة (2009-2012): وهو الإطار الاستراتيجي الذي وضعته الأمم المتحدة مع حكومة الوحدة الوطنية وحكومة جنوب السودان للأنشطة والجهود التعاونية التي تبذلها على المستوى القطري.
- العملية المشتركة للاتحاد الأفريقي والأمم المتحدة في دارفور: وتهدف هذه العملية لنشر 10,000 جندي لإحلال السلام والاستقرار في منطقة دارفور.

### إطار عمل الأمم المتحدة للمساعدة الإنمائية
وهو إطارعمل الأمم المتحدة للمساعدة الإنمائية وهو الإطار المشترك لجميع وكالات الأمم المتحدة العاملة في السودان للمساعدة الإنمائية بهدف تحقيق السلام والاستقرار. وحددت الأمم المتحدة أربعة مجالات حاسمة للفترة (2009-2012) وهي:
- بناء السلام
- الحكم وسيادة القانون.
- سبل العيش والقطاعات الإنتاجية.
- الخدمات الأساسية.

وتهدف الأمم المتحدة إلى تحسين بيئة السلام في السودان بحلول عام 2012 من خلال زيادة احترام الحقوق والأمن الإنساني، والاهتمام بالمجتمعات المتضررة بشكل مباشر من النزاع، وفي هذا الإطار حددت الأمم المتحدة ثلاث نتائج فرعية وهي: تعزيز القدرة على استخدام وسائل لتخفيف الصراع من قبل الحكومة والمجتمع السوداني، والحد من التهديدات التي تنتج من مخلفات الحرب من ألغام ومتفجرات للموجودين في المناطق المتضررة من النزاع، والعمل على دعم الحلول للفئات المتضررة من الحرب من قبل السلطات المحلية وبمشاركة نشطة من المجتمعات المحلية.

## طرد عمال الإغائة
أمر الرئيس عمر البشير في مارس 2009 جميع منظمات الإغاثة بوقف عملياتها في السودان خلال عام واحد. وقد طرد في السابق 13 منظمة إغاثة، منها أوكسفام، ومنظمة إنقاذ الطفولة، وفرعين لمنظمة أطباء بلا حدود. وطُلب من بعض المنظمات بمغادرة السودان خلال 24 ساعة ولم يتم تقديم أي ضمانات لسلامة الموظفين. واتهم عمال الإغاثة بالتجسس لصالح المحكمة بعد صدور مذكرة اعتقال بحقه من المحكمة الجنائية الدولية، ثم قدم البشير تصريحاً ليقول إن الأمر لا ينطبق على وكالات الأمم المتحدة.